# Blang Situngkoh
Blang Situngkoh is een bestuurslaag in het regentschap Aceh Besar van de provincie Atjeh, Indonesië. Blang Situngkoh telt 216 inwoners (volkstelling 2010).